# Prodaphaenus
Prodaphaenus — вимерлий рід хижоподібних ссавців.